# Eréndira (film)
Pour l’article homonyme, voir Eréndira.
Pour plus de détails, voir Fiche technique et Distribution.
Eréndira est un film de Ruy Guerra, en coproduction internationale, sorti en 1983, adapté d'un texte de Gabriel García Márquez.

## Synopsis
C'est l'histoire de la jeune Eréndira, prostituée par sa grand-mère pour payer sa propriété partie en fumée par la négligence de sa petite fille.

## Fiche technique
- Titre : Eréndira
- Réalisation : Ruy Guerra
- Scénario : Gabriel García Márquez, d'après sa nouvelle L'incroyable et triste histoire de la candide Erendira et de sa grand-mère diabolique
- Photographie : Denys Clerval
- Montage : Kenout Peltier
- Direction artistique : Pierre Cadiou
- Décors : Alberto Negrón
- Production :
  - Producteurs : Alain Quefféléan, Regina Ziegler
  - Coproducteur : Hanns Eckelkamp (de)
  - Producteurs délégués : Gonzalo Martínez Ortega, Othon Roffiel
- Sociétés de production : Les Films du Triangle, Films A2, Ciné Qua Non, Atlas Saskia Film, Austra, Ministère de la Culture (participation), Regina Ziegler Filmproduktion (version allemande), ZDF (version allemande)
- Pays d'origine :  France,  Mexique,  Allemagne de l'Ouest
- Genre : Drame
- Durée : 103 minutes
- Sortie :
  - France : 15 mai 1983 (Festival de Cannes)
  - Allemagne de l'Ouest : 17 février 1984
  - Mexique : 1er juin 1984

## Distribution
- Irène Papas : grand-mère Amadis
- Cláudia Ohana : Erendira
- Michael Lonsdale : sénateur Onésimo Sanchez
- Oliver Wehe (de) : Ulysses
- Rufus : photographe
- Blanca Guerra : mère d'Ulysses
- Ernesto Gómez Cruz : épicier
- Pierre Vaneck : père d'Ulysses
- Carlos Cardán : contrebandier
- Humberto Elizondo : Blacaman
- Jorge Fegán : commandant de l'armée
- Paco Mauri : facteur #1
- Sergio Calderón : conducteur de camion
- Martín Palomares : escorte
- Salvador Garcini : marionnettiste
- Félix Bussio Madrigal : jeune marié
- Juan Antonio Ortiz Torres : musicien
- Carlos Calderón : missionnaire
- René Barrera : chef indien
- Leonor Llausás (es) : prostituée #1
- Marystell Molina : prostituée #2
- Lázara Delgado : prostituée #3
- Lali Rofftel : Nun
- Natalie Eckelkamp : Nun
- Rodolfo Carrillo : soldat #1
- Fernando García Ortega : soldat #2
- Gaspar Humberto Mena Escobar : Warden
- Eduardo Danel : chauffeur du contrebandier
- Tomás Delgado Leal : facteur #2
- Delia Casanova (es) : narrateur (voix)